# Johann von Hiller
Johann Karl Freiherr von Hiller, (pronunciación en alemán: //ˈjoːhan kaʁl ˈfʁaɪ̯hɛʁ fɔn ˈhɪlɐ//) más conocido como Johann von Hiller, (Reggio, 10 de junio de 1754-Lviv, 5 de junio de 1819) fue un general y político austríaco, conocido por su participación en las guerras revolucionarias francesas y las guerras napoleónicas. Desarrolló una destacada actuación durante la batalla de Aspern-Essling en 1809, donde lideró con éxito las fuerzas austriacas contra Napoleón I de Francia. Ocupó diversos puestos administrativos dentro del Imperio austríaco.

## Carrera

### Carrera militar
Johann von Hiller nació en una familia con tradición militar, lo que motivó su incorporación al servicio militar, donde comenzó su formación como cadete en un regimiento sajón y posteriormente se desempeñó como teniente en los Dragones de Wurtemberg. Ascendió al rango de capitán en 1774 mientras formaba parte de un regimiento fronterizo, unidad que más tarde comandaría.
En el transcurso de la guerra de sucesión bávara (1778-1779), von Hiller prestó servicio en el frente prusiano, destacándose por su desempeño táctico y estratégico. Más tarde, en la guerra austro-turca (1787-1791), fue reconocido por su resistencia en el sector croata, lo que le valió el ascenso a teniente coronel en 1788, así como la concesión de la Cruz del Caballero de la Orden Militar de María Teresa, una de las distinciones más prestigiosas del Imperio Austriaco. Durante el sitio de Belgrado, su habilidad en el campo de batalla le permitió obtener un nuevo ascenso, esta vez al rango de coronel. Posteriormente, desempeñó el cargo de adjunto del mariscal de campo Ernesto Gedeón von Laudon y, tras su regreso al mando del regimiento fronterizo, continuó consolidando su reputación en la estructura militar del Imperio.

## Guerras revolucionarias francesas
Tras su ascenso al rango de mayor general en 1794, von Hiller fue designado al ejército imperial en Italia, desempeñando el cargo de contramaestre general en la región de Lombardía. En 1796, comandó una brigada en el ejército del Rin, aunque su deteriorado estado de salud lo forzó a retirarse temporalmente. Regresó al servicio activo en 1798, participando en la campaña contra la Grande Armée en Suiza, donde resultó gravemente herido durante la Primera Batalla de Zúrich el 4 de junio de 1799. Posteriormente, ascendido al rango de teniente general en 1800, fue asignado a Zagreb, donde asumió el comando del distrito militar croata.

## Guerras napoleónicas
Fue comandante del distrito de Tirol desde 1801 hasta 1805. Durante la Guerra de la Tercera Coalición, retuvo el comando de este distrito, el cual no vio ninguna acción importante durante la guerra. Luego de la firma de la paz, von Hiller pasó a ser el comandante de Salzburgo y Austria Meridional.
Cuando la guerra contra Francia estalló en 1809, von Hiller recibió el comando de los VI Armee Korps que cubrían el flanco izquierdo del principal ejército austríaco. Cuando el emperador Napoleón I de Francia atacó el flanco izquierdo del ejército austríaco el 20 de abril en la Batalla de Abensberg, Hiller llegó y tomó el comando de los V, VI y II Armeekorps de Reservas. Luego de ser derrotado en Abensberg y el 21 de abril en Landshut, se vio separado del ejército principal. El 22 de abril, el Archiduque Carlos fue derrotado en la Batalla de Eckmuhl y se replegó a la ribera norte del Danubio. Sin darse cuenta de que se encontraba solo en la ribera sur, Hiller atacó al Mariscal de Francia Jean-Baptiste Bessieres y obtuvo una pequeña victoria en la Batalla de Neumarkt-Sankt Veit el 24 de abril. Finalmente, al darse cuenta de que su situación era bastante crítica, se replegó en forma ordenada hacia Linz entre el 25 de abril y el 3 de mayo. En ese último día se enfrentó en una sangrienta batalla contra las fuerzas de André Masséna en la Batalla de Ebelsberg. Esta derrota obligó a von Hiller a replegarse a Mautern, al otro lado del Danubio.
En la Batalla de Aspern-Essling, von Hiller comandó el extremo derecho de la línea austríaca. Sus fuerzas lucharon bien durante los dos días de desesperada lucha en el pueblo de Aspern y contribuyeron en forma efectiva a la victoria austríaca. Renunció a su comando poco tiempo después de la Batalla de Wagram. En agosto de 1809 Francisco II de Austria lo nombró Feldzeugmeister (equivalente al título de Teniente General).
Luego de la firma de la paz con Francia, von Hiller se convirtió en el comandante general de Croacia y, en 1811, de Eslavonia y Estiria. En 1813 fue comandante en el Frente Italiano contra el ejército de Eugène de Beauharnais.